# Pimpinella urceolata
Pimpinella urceolata är en flockblommig växtart som beskrevs av David Allan Poe Watt och Banerji emend. P.K.Mukh. Pimpinella urceolata ingår i släktet bockrötter, och familjen flockblommiga växter. Inga underarter finns listade i Catalogue of Life.